# Deus Ex Machina (jeu vidéo)
Pour les articles homonymes, voir Deus ex machina (homonymie).
Deus Ex Machina est un jeu vidéo scénarisé par le fondateur d'Automata, Mel Croucher. Sorti en 1984 sur ZX Spectrum, il est adapté pour le Commodore 64 et le MSX. Le jeu s'apparente à un film interactif. Son nom provient de l'expression latine Deus ex machina qui signifie littéralement « Dieu issu de la machine », c'est-à-dire une personne ou un événement qui fournit une solution soudaine et inattendue à une situation.

## Système de jeu
Deus Ex Machina demande au joueur de participer au développement biologique d'un mutant né par accident. Le joueur prend part à des mini-jeux abstraits en rapport avec la vie de la créature. Il doit souder des brins d'ADN, couver l’œuf, le protéger de la police une fois enfant et l'accompagner lors de sa vieillesse. Une cassette doit être mise de manière synchronisée pour obtenir l'ambiance sonore et les dialogues entre l'acteur Jon Pertwee, le musicien Ian Dury et le comédien Frankie Howerd.

## Accueil
Malgré des critiques élogieuses, le jeu est un échec commercial, en partie à cause des difficultés à distribuer ce type de produit. Le jeu est l'une des entrées de l'ouvrage Les 1001 jeux vidéo auxquels il faut avoir joué dans sa vie.